# کرنوویتسه (ناحیه پرروف)
کرنوویتسه (به چکی: Křenovice) یک منطقهٔ مسکونی در جمهوری چک است که در ناحیه پرروف واقع شده‌است. کرنوویتسه ۹٫۰۴ کیلومتر مربع مساحت و ۴۳۸ نفر جمعیت دارد و ۲۰۲ متر بالاتر از سطح دریا واقع شده‌است.